# Université populaire de Caen
Pour les articles homonymes, voir Université populaire (homonymie).
 (novembre 2022).
L'université populaire de Caen (upC) est un collectif proposant un programme de séminaires gratuits et ouverts à tous les publics, qui ne dispense pas de diplômes et n’en exige aucun pour devenir auditeur. Elle est créée en 2002 par Michel Onfray, qui a quitté l'organisation en 2018. Elle s’appuie sur une association loi de 1901, nommée Diogène & Cie durant la période 2002-2018. 
À partir de 2018-2019, plusieurs membres du collectif reprennent leurs séminaires, accueillent de nouveaux intervenants et fondent l’association Socrate & Cie, qui succède à la précédente, dissoute en 2019. 

## Historique
Michel Onfray réalise son projet avec quatre autres « membres fondateurs » : Séverine Auffret, Gilles Geneviève, Gérard Poulouin et Raphaël Enthoven. Ce dernier est écarté en 2004 à la suite d'une « brouille philosophique » avec Onfray. Plusieurs personnalités nouvelles sont entre-temps venues renforcer le collectif et étendre le domaine d’intervention de l’upC, en particulier dans les domaines des arts et des sciences.
En août 2005, sous la signature de Valérie Cadet, le quotidien Le Monde juge que la fondation de l'université est l'« une des plus belles entreprises menées dans l'espace citoyen hexagonal ». 
En 2018, apprenant que France Culture cessait la diffusion de ses conférences, Michel Onfray annonce la fin de sa participation à l'université populaire de Caen, dénonçant une atteinte à la liberté d'expression.
Après le départ d'Onfray en 2018, les premières saisons du collectif qui lui a succédé ont eu à subir les perturbations nées de la pandémie de la covid-19.  
La saison 2021-2022 a pu reprendre ses activités sans encombre.  
La saison 2022-2023 propose 14 séminaires, totalisant 59 séances assurées par 11 intervenants. Les interventions se déroulent au sein du musée des Beaux-Arts de Caen. Les sujets sont variés : lettres classiques, philosophie, pédagogie, idées politiques, histoire des femmes, économie, mathématiques et nombres, arts, cinéma, musique (classique et jazz).  
L'upC dispose désormais d'un site Internet officiel réactualisé et régulièrement mis à jour, détaillant toutes les interventions. Il est également possible de s’abonner gratuitement à une lettre d’information. 